# NRK P2
NRK P2 är en norsk radiokanal. Det är en av NRKs radiokanaler. Kanalen startades 1984 som Norges andra radiokanal och profileras som NRK:s ”kulturkanal”. NRK P2 hade första kvartalet 2006 en daglig lyssnarandel på 8 %.